# Dendropsophus rubicundulus
Dendropsophus rubicundulus es una especie de anfibios de la familia Hylidae.
Habita en Bolivia, Brasil y Paraguay.
Sus hábitats naturales incluyen sabanas secas, zonas de arbustos, praderas parcialmente inundadas, marismas de agua dulce y corrientes intermitentes de agua. Está amenazada de extinción por la destrucción de su hábitat natural.